# Christian Ingret-Taillard
 (novembre 2013).
Christian Ingret dit Christian Ingret-Taillard, né le 2 février 1953 à Neufchâteau (Vosges), est un poète et romancier français.

## Biographie
Écrivant depuis l’âge de quinze ans, après des études littéraires, Christian Ingret devient éducateur spécialisé et exerce cette profession durant plusieurs dizaines d'années dans un foyer d’adolescents. Parallèlement correspondant sportif pour un grand quotidien de l'est de la France, c’est en raison de son travail prenant qu’il vient assez tard à la publication.
Néanmoins, en 1978, il est le parolier d'une chanson Absence dont Pierre Éliane a composé la musique.[réf. à confirmer]
À partir de 2001, tout en travaillant, il se consacre de plus en plus à l'écriture. En 2006, fruit de dix ans de réflexion et de petites notes, il édite un premier roman: Meurtrissures en milieu confiné. Dans cet ouvrage inspiré par sa longue expérience professionnelle d'éducateur en foyer d'adolescents, il y révèle les difficultés de son métier mais aussi sa passion pour la nature. En hommage à sa mère Isabelle, décédée peu avant la sortie de sa première œuvre littéraire, il ajoutera désormais le nom Taillard à son nom, pour en faire son nom d'auteur.
Ensuite, les ouvrages vont se succéder, romans, nouvelles, poésie et poésie illustrée pour enfants venant régulièrement élargir l’éventail de ses créations. Après plusieurs éditeurs, l'auteur décide de publier ses ouvrages poétiques comme la réédition de ses premiers romans, puis finalement toutes ses œuvres sous son propre sigle cIT éditions. Parolier de plusieurs compositeurs, il est également l'auteur d'une vingtaine de chansons.

## Œuvres
- 2006 Meurtrissures en milieu confiné. Roman - Éditions Thélès, Paris  (ISBN 2-84776-708-8).
- 2008 La mécanique du destin. Nouvelles - Éditions Thélès, Paris  (ISBN 978-2-303-00121-2).
- 2010 Le rêve de papier. Roman - Éditions LELLO (réédition 2012 cIT éditions)  (ISBN 978-2-953-56705-2).
- 2010 Clair Obscur. Roman - Irène Pauletich Éditions  (ISBN 978-2-917-66256-4).
- 2011 Frimas. Poèmes - cIT éditions  (ISBN 978-2-953-56700-7).
- 2011 Les aurores vespérales. Poèmes - cIT éditions  (ISBN 978-2-953-56701-4).
- 2011 À fleur de peau.  Poèmes - cIT-éditions  (ISBN 978-2-953-56702-1).
- 2011 Une terre d'eau et de feu. Roman - Edilivre Aparis Éditions  (ISBN 978-2-332-45349-5). Nommé pour le Prix Victor Hugo 2012[2].
- 2012 Le cœur en vrac. Poèmes - cIT éditions  (ISBN 978-2-953-56703-8).
- 2012 L'impensable pardon. Roman - Edilivre Aparis Éditions  (ISBN 978-2-332-49739-0).
- 2012 Il paraît que la Terre est ronde. Poèmes pour enfants. Illustrés par Hélène Duaso - cIT-éditions  (ISBN 978-2-953-56707-6). Prix Jeunesse 2013 de la Ville de Villers-lès-Nancy[3].
- 2013 Noces de perle. Roman - cIT éditions  (ISBN 978-2-9535670-8-3).
- 2013 Nu. Poèmes - cIT éditions  (ISBN 978-2-9535670-9-0).
- 2014 Aaron, Boris et Cie. Nouvelles - cIT éditions  (ISBN 979-10-92760-00-2).
- 2014 Regard'enfants. Poèmes pour enfants. Tome 2. Illustrations par Hélène Duaso, cIT éditions  (ISBN 979-10-92760-02-6).
- 2015 Le canapé-lit. Roman - cIT éditions  (ISBN 979-10-92760-03-3).
- 2015 Comme de la buée sur les vitres. La boîte à boutons (autobiographie Tome 1) - cIT éditions  (ISBN 979-10-92760-04-0).
- 2016 Pour que l'instant demeure. Poèmes - cIT éditions  (ISBN 978-2-9535670-4-5).
- 2016 Le secret d'Olga. Roman - cIT éditions  (ISBN 979-10-92760-08-8).
- 2017 Une île, quelque part... Roman - cIT éditions  (ISBN 979-10-92760-09-5).
- 2018 Au fond du caniveau. Roman - cIT éditions  (ISBN 979-10-92760-10-1).
- 2019 Une feuille d'érable rouge balayée par le vent.  Roman - cIT éditions  (ISBN 979-10-92760-11-8).
- 2020 Comme de la buée sur les vitres. Les brumes citadines (autobiographie Tome 2) - cIT éditions  (ISBN 979-10-92760-12-5).
- 2021 Comme de la buée sur les vitres. Et tout à coup la vie s'éclaire (autobiographie Tome 3) - cIT éditions  (ISBN 979-10-92760-14-9).
- 2022 Il m'aura fallu tant de pas. Roman - cIT éditions  (ISBN 979-10-92760-11-8).
- 2023 Fragilités.Nouvelles - cIT éditions  (ISBN 979-10-92760-16-3)

## Sources
- Sa fiche sur l'Association des Écrivains de Haute-Marne
- Sur le site Bibliographie nationale française